# Chaerilus chubluk
Espèce
Chaerilus chubluk est une espèce de scorpions de la famille des Chaerilidae.

## Distribution
Cette espèce est endémique de la province de Đắk Nông au Viêt Nam. Elle se rencontre dans le district de Krông Nô dans la grotte Hang Co.

## Publication originale
- Lourenço, Tran & Pham, 2020 : « The genus Chaerilus Simon, 1877, in Vietnam with the description of a new species found in a volcanic cave (Scorpiones, Chaerilidae). » Bulletin de la Société entomologique de France, vol. 125, no 1, p. 19-28.